# 아일랜드 공화주의
아일랜드 공화주의(Irish republicanism) 또는 아일랜드의 재통일은 영국의 지배에서 벗어나 통일된 아일랜드 공화국을 세우려는 운동이다.
1916년 아일랜드의 사회주의 지도자 제임스 코널리의 부활절 봉기에 그 기원을 두고 있으며, 1930년대 이후 아일랜드 전역에서 영국의 지배에 대항하는 무장 투쟁이 활발히 일어나면서 공식화되었다. 
1947년 아일랜드가 독립하기 이전에는 아일랜드 전체에서 독립 운동이 일어났으나 일부 북아일랜드 지방을 제외한 아일랜드 독립 이후에는 북아일랜드 한정으로 아일랜드와의 통일 국가 수립 운동을 말한다. 그렇기 때문에 1922년 이후의 아일랜드의 공화주의는 아일랜드의 재통일이라고도 불린다.

## 같이 보기
- 아일랜드 공산당
- 아일랜드 노동자당
- 아일랜드 공화사회주의자당
- 아일랜드 국민해방군